# Корчицкий, Сергей Александрович
Сергей Алекса́ндрович Корчи́цкий (род. 27 января 1976, Минск, Белорусская ССР, СССР) — один из сильнейших сёгистов Белоруссии. 5 дан NSR, 5 дан ФЕСА. Поэт, член Союза российских писателей, преподаватель латыни в Минском государственном лингвистическом университете (до августа 2023 года), магистр экономики, кандидат педагогических наук.
На январь 2021 года занимал II место в европейском ФЕСА-листе с рейтингом 2348 и был одним из шести европейских обладателей 5 дана NSR. В июне 2010 года выиграл на равных у профессионала 8 дана Дайсукэ Судзуки и профессионалки Хацуми Уэды. Чемпион Европы по сёги 2013 и 2021 года. Мастер WXF (Всемирной федерации сянци), один из сильнейших европейских игроков в сянци.

## Биография
В школьные годы увлёкся шахматами и другими видами логических игр. В старших классах стал играть в гексагональные шахматы (ГШ) в Минском клубе ГШ. Со временем Корчицкий вышел в лидеры ГШ, участвовал в международных турнирах по ГШ и выигрывал их (наивысшие достижения - чемпион СНГ 1996 года, чемпион Европы 1998 года). В 1994 году возглавил Федерацию гексагональных шахмат Белоруссии. После смерти основателя этих шахмат Владислава Глинского турниры пошли на убыль, и Корчицкий переквалифицировался на ещё более сложный вид шахмат — сёги, вскоре став ведущим сёгистом Беларуси. В 2017 году Корчицкий дебютировал в турнирах по китайским шахматам сянци, сыграв в чемпионате Европы в Мюнхене и чемпионате мира в Маниле. В том же году была зарегистрирована Белорусская федерация сянци, председателем которой он является.
Изучал латинский язык, которым владеет в совершенстве и в разговорной форме. В 2000—2007 годы был главным редактором московского журнала «Теократия», автор книги «Сознание Христа» (2023). Выпустил два сборника стихов. Долгое время преподавал латинский язык в Минском государственном лингвистическом университете, несколько лет работал директором минского экономического издания «Новая экономика». Создатель Youtube-канала Asian Chess TV, посвящённого сянци и сёги.
С 2009 года — председатель РОО «Мир для всех».

## Разряды
- 2003: 2 кю ФЕСА
- 2004: 1 кю ФЕСА
- 2005: 1 дан ФЕСА
- 2008: 3 дан NSR
- 2010: 5 дан NSR
- 2011: 2 дан ФЕСА
- 2013: 3 дан ФЕСА
- 2014: 4 дан ФЕСА (первый, достигший этого разряда из сёгистов Восточной Европы)[9]
- 2019: Мастер WXF (Международная федерация сянци)
- 2021: 5 дан ФЕСА (первый европеец, имеющий 5 дан ФЕСА и NSR одновременно)

## Турнирные достижения

### Минские турниры
- 2004—2016, 2018: Чемпион Беларуси по сёги
- 2000, 2002, 2004, 2006, 2008—2012: Чемпион Первенства Минска по сёги
- 2007: Серебряный призёр Первенства Минска по сёги
- 2005, 2008, 2012—2014: Чемпион Белорусской премьер-лиги
- 2016: Серебряный призёр Белорусской премьер-лиги
- 2011, 2012, 2014, 2015: Чемпион Minsk Open
- 2007, 2009, 2010: Серебряный призёр Minsk Open[10]

### Международные турниры
- 2003: Серебряный призёр Moscow Shogi Open
- 2004: Серебряный призёр Rivne Shogi Open
- 2005: 9 место на Форуме сёги (Токио)
- 2008: Серебряный призёр основного турнира Форума сёги (Тендо)
- 2012: Серебряный призёр Чемпионата Европы по сёги (Краков)
- 2013: Чемпион Европы по сёги, серебряный призёр WOSC (Минск)
- 2013: Чемпион IX Rivne Shogi Open[11]
- 2017: Серебряный призёр Чемпионата Европы по сёги (Киев)[12]
- 2018: Чемпион Европы по сянци в категории NCNV (Милан)
- 2020: Победитель 1-го онлайн-кубка Европы по сёги (рапид)
- 2021: Чемпион Европы по сёги, победитель WOSC (Минск)

## Статьи
Статьи Сергея Корчицкого про сёги:
- «Алиса сошла бы с ума или Размышления о сёги» (2002)
- «Эсперанто геймеров или Толковый словарь сёги» (2005)
- «Незабываемый праздник сёги» (2005)
- «Сравнительная характеристика форм интеллектуальной игровой деятельности» (2007)
- «Международный фестиваль сёги „Тендо 2008“» (2008)
- «Бенефис „угловых ходоков“» (2011)
- «Сергей Корчицкий против профессионалов» (2013)

## Галерея
|  |  |  |